# Engel Korsendochter
Engel Korsendochter, född 1503, död 1545, var en nederländsk katolik, ledare för ett uppmärksammat upplopp till förmån för katolicismen i Amsterdam 1531. 
Hon var dotter till de rika borgarna Corsgen Elbertsznoon och Geertruyt Hendriksdr. van der Schelling och gift med borgmästaren och rådsmedlemmen Heiman Jacobszoon i Amsterdam. Hennes make hade protestantiska sympatier och hade som sheriff 1534 motsatt sig regimens striktare lagkrav på katolsk renlärighet. Hon själv var ivrig katolik: hennes morfar hade grundat ett franciskanerkloster i Amsterdam 1472, och hennes två systrar var nunnor: själv var hon ledare för heliga sakramentets skrå, ett sällskap av kvinnor som beskyddade ett pilgrimkapell mellan Kalverstraat och Rokin där ett mirakel år 1345 ska ha skett. 
1531 beslutade kommunfullmäktige att uppföra ett ullhus på kapellets plats. Hennes skrå, bestående av Trijn, dotter till borgmästare Hillebrant Jacobszoon; Otter, Griete, änka efter rådman Jan Huigensoon och Gheerte, syster till borgmästare Egbert Gerbrandsznoon och själv gift med William Koeck, kyrkvärd i helgedomen, ställde sig genast emot beslutet. 
Den 31 maj 1531 ledde hon 300 kvinnor i en demonstration mot byggplanerna, och tillsammans fyllde de igen groparna på byggplatsen. De menade också detta som en katolsk demonstration mot de allt större protestanstiska stämningarna i staden. De dömdes inför rätta för uppror till förvisning på fyra år eller böter på 50 gulden. De vädjade förgäves till Karl V i Bryssel med argumentet att de hade försvarat katolicismen. Deras demonstration väckte stort uppseende. De flesta av dem benådades efter bekännelse. Hon finns avbildad på en berömd altartavla.